# David Randitsheni
 (octobre 2022).
Si vous disposez d'ouvrages ou d'articles de référence ou si vous connaissez des sites web de qualité traitant du thème abordé ici, merci de compléter l'article en donnant les références utiles à sa vérifiabilité et en les liant à la section « Notes et références ».
David Randitsheni, né en 1964 ou 1965 et mort en 2009, est un violeur et tueur en série sud-africain qui a été jugé en 2009 pour 10 accusations de meurtres, 17 viols, 18 enlèvements et un inceste. Il a été condamné par 16 fois à la prison à vie et 220 années de prison. Le juge a stipulé qu'il ne pourrait pas demander de remise en liberté avant d'avoir effectué au moins 35 ans dans la prison, ce qui fait qu'il aurait 80 ans. Une seule de ses victimes était une adulte (une femme), le reste était tous des enfants. 
Les crimes ont été commis dans une période de quatre ans entre 2004 et 2008 autour de la ville de Modimolle dans la province de Limpopo.
Randitsheni a été retrouvé pendu dans sa cellule peu avant le début de son procès.